# Verwaltungsgemeinschaft Argental

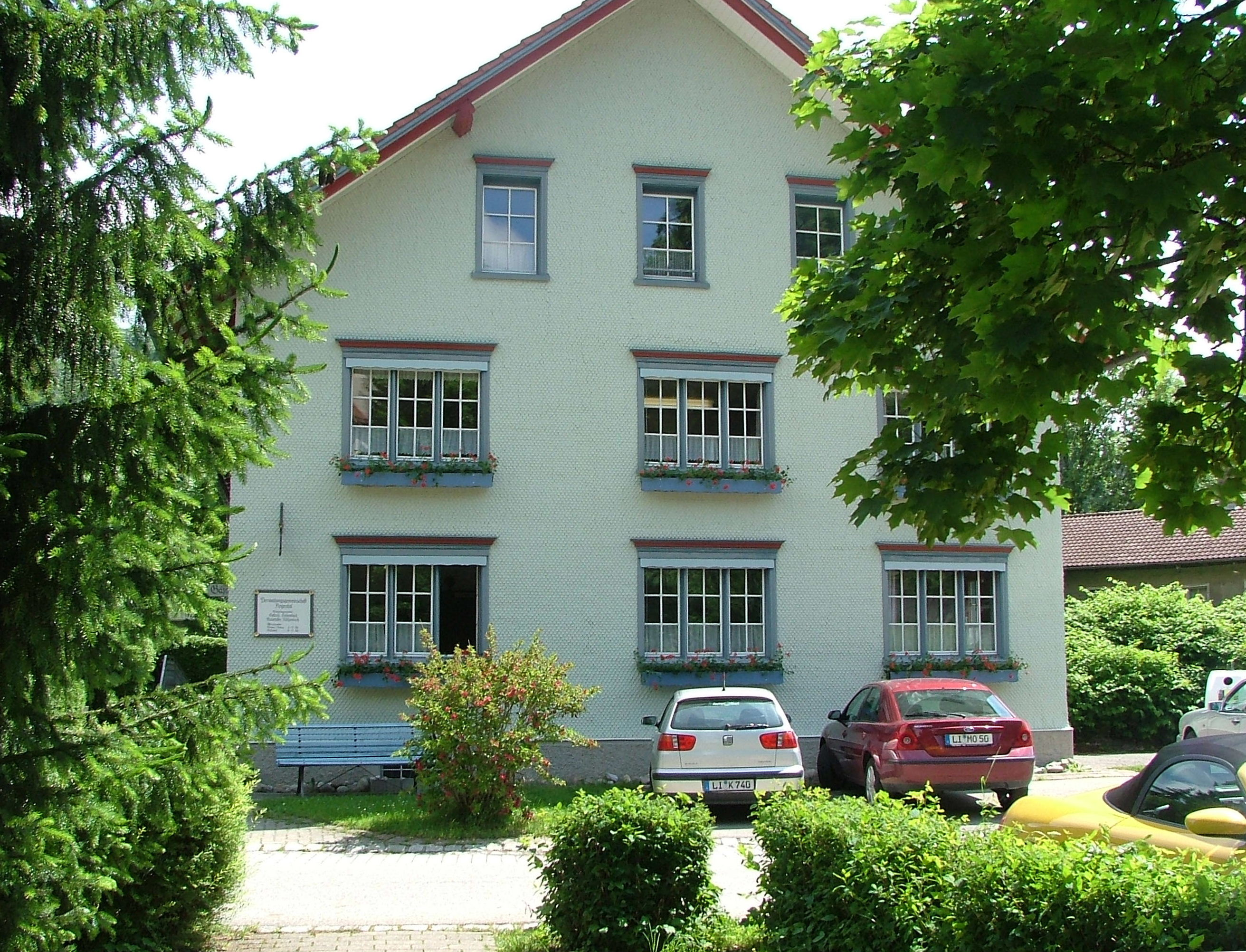
Sitz der Verwaltungsgemeinschaft in Röthenbach

Die Verwaltungsgemeinschaft Argental (bis zum 28. Februar 2007 Verwaltungsgemeinschaft Röthenbach (Allgäu)) liegt im schwäbischen Landkreis Lindau (Bodensee) und wird von folgenden Gemeinden gebildet:
| Gemeinde            | Einwohner | Fläche    |
| ------------------- | --------- | --------- |
| Gestratz            | 1295      | 15,32 km² |
| Grünenbach          | 1538      | 25,10 km² |
| Maierhöfen          | 1475      | 17,93 km² |
| Röthenbach (Allgäu) | 1979      | 14,94 km² |

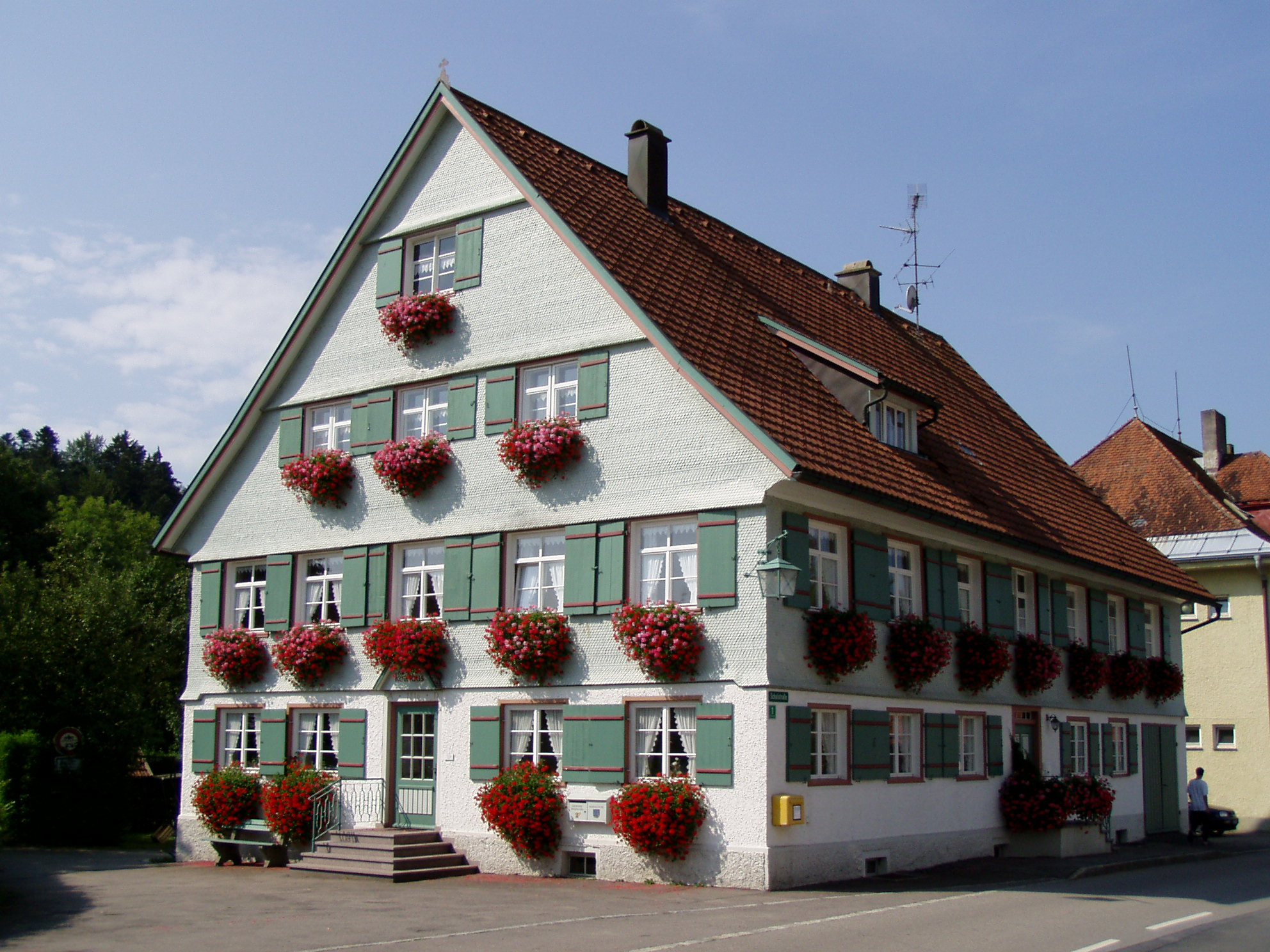
Gestratz
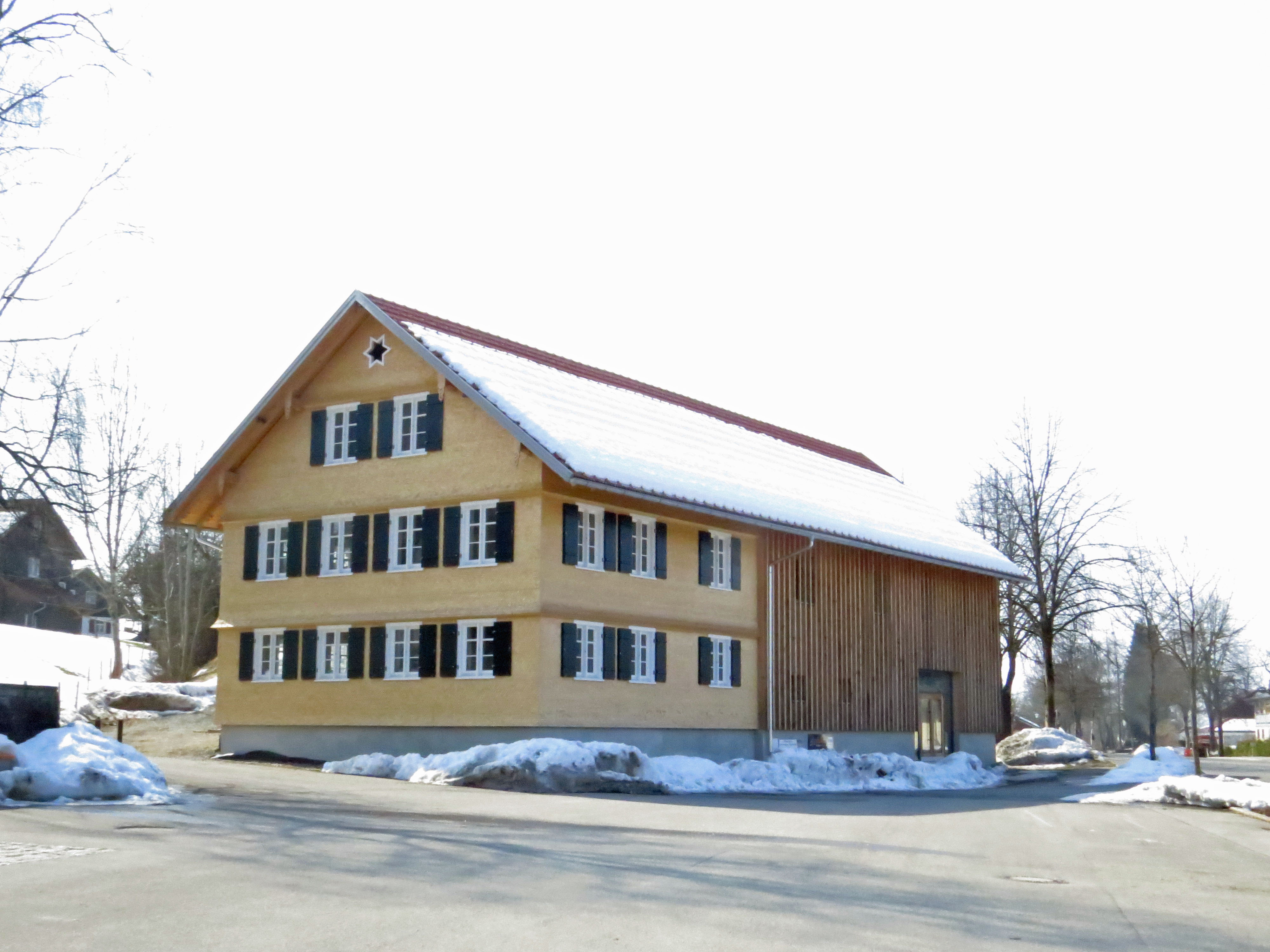
Grünenbach
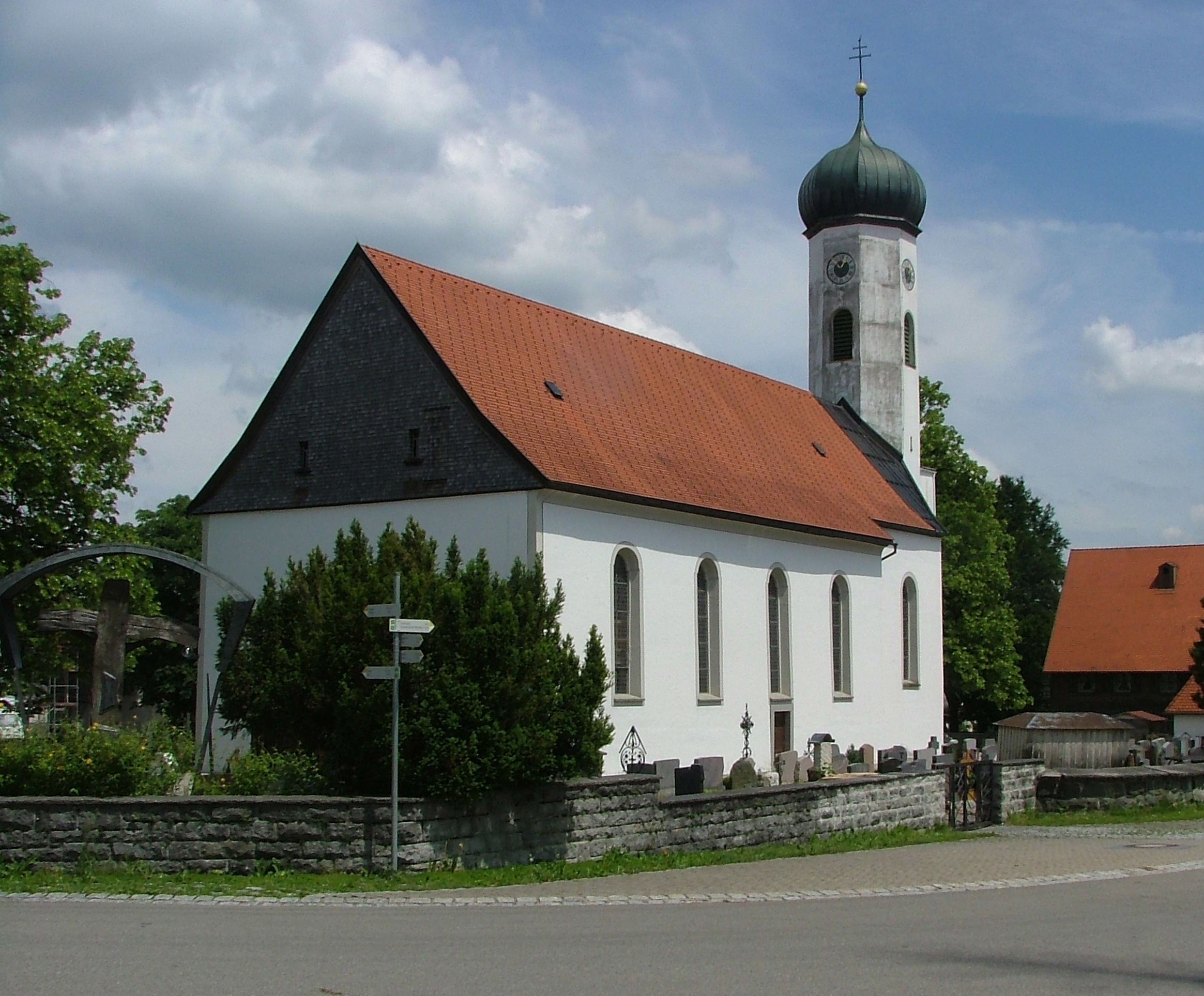
Maierhöfen
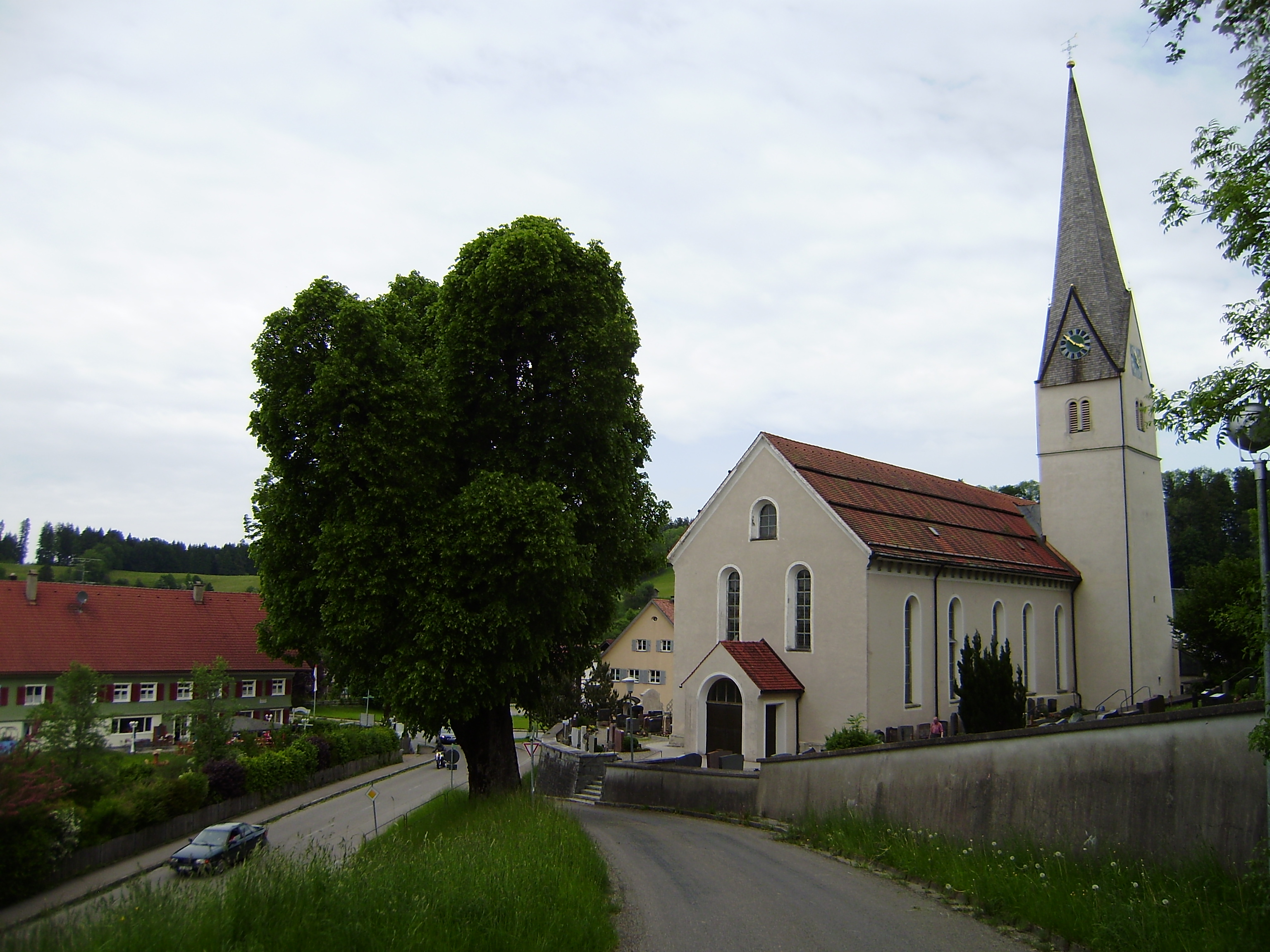
Röthenbach (Allgäu)

„Im Westallgäu daheim - gut leben im Argental. Wir vier vom Argental entwickeln uns gemeinsam weiter...“

Sitz der Verwaltungsgemeinschaft ist Röthenbach (Allgäu).

## Geschichte
Durch den Zusammenschluss von Weiler und Simmerberg 1968 wurde die Bildung eines weiteren Zusammenschlusses von Gemeinden zu einer Einheitsgemeinde im oberen Landkreis Lindau favorisiert.
Folgende Gedankenmodelle ergaben sich:
- Zusammenschluss von sieben Gemeinden: Ebratshofen, Gestratz, Grünenbach, Harbatshofen, Maierhöfen, Röthenbach und Stiefenhofen
- Zusammenschluss von fünf Gemeinden: Ebratshofen, Gestratz, Grünenbach, Maierhöfen und Röthenbach

Mit der Eingliederung Harbatshofens in die damalige oberallgäuerische Gemeinde Stiefenhofen am 1. Juli 1970 und der Eingliederung Ebratshofens in die Gemeinde Grünenbach am 1. April 1972 durch die Gebietsreform in Bayern verringerte sich die Anzahl der Gemeinden und der Gedanke einer Einheitsgemeinde wurde verworfen.
Am 1. Juli 1975 schlug die Regierung von Schwaben eine Neugliederung der Gemeinden vor. Die Willensbekundung der Gemeinden und des Landkreises sollte bis zum 15. September vorliegen. Ein Treffen der Bürgermeister der vier Argental-Gemeinden ergab folgendes Bild:
| Gemeinde   | Bürgermeister     | Intention |
| ---------- | ----------------- | --- |
| Grünenbach | Georg Immler      | Einheitsgemeinde mit Gestratz und Maierhöfen |
| Gestratz   | Josef Kimpfler    | Verwaltungsgemeinschaft der vier Gemeinden mit Sitz in Grünenbach oder Maierhöfen |
| Maierhöfen | Bartholomäus Fink | Einheitsgemeinde mit Gestratz und Grünenbach oder Verwaltungsgemeinschaft der vier Gemeinden mit Sitz in Grünenbach |
| Röthenbach | Josef Kempter     | Einheitsgemeinde der vier Gemeinden mit Sitz in Röthenbach oder Verwaltungsgemeinschaft der vier Gemeinden mit Sitz in Röthenbach oder Zusammenschluss Röthenbachs mit Heimenkirch, falls der Verwaltungssitz in Röthenbach abgelehnt würde (Sitz muss wegen der höchsten Einwohnerzahl und der höchsten Steuerkraft in Röthenbach sein) |

„Wir vier Gemeinden
Wir vier sind offen füreinander.
Jede Gemeinde bringt ihre Stärke ein.
Unsere Dörfer behalten ihren Charakter.
Zusammenleben, Kultur, Tradition
Jung und Alt leben miteinander.
Familie und Vereine prägen unser gesellschaftliches Zusammenleben.
Offenheit und Toleranz bestimmen den gegenseitigen Umgang.
Brauchtum und kirchliches Leben haben einen festen Platz in unserer Gesellschaft.
Innovation und Tradition sind bei uns im Argental gleichermaßen zuhause.“

Auf dieses Treffen der Bürgermeister folgten Bürgerversammlungen in den einzelnen Gemeinden mit folgenden daraus resultierenden Absichten:
- Grünenbach: Einheitsgemeinde mit Gestratz, Maierhöfen, Röthenbach und Stiefenhofen
- Maierhöfen: Verwaltungsgemeinschaft Gestratz-Grünenbach-Maierhöfen-Röthenbach mit Sitz in Grünenbach
- Gestratz: Verwaltungsgemeinschaft Gestratz-Grünenbach-Maierhöfen-Röthenbach mit Sitz in Röthenbach

Schlussendlich einigten sich die vier Gemeinden auf die Gründung der Verwaltungsgemeinschaft Röthenbach mit Sitz in Röthenbach. Dies erfolgte am 1. Mai 1978.
2007 wurde die Gemeinschaft in Verwaltungsgemeinschaft Argental umbenannt.